# Ausztrál Futball Liga
Az Ausztrál Futball Liga (angolul Australian Football League, AFL) az ausztrál futball szabályai szerint játszott csapatsport nemzeti szintű elsővonalas bajnokságának szervezője Ausztráliában.
Nézőszámát tekintve a leglátogatottabb sportverseny a déli kontinensen és meccsenkénti 38 ezres átlagos nézőszámával a negyedik leglátogatottabb profi sportliga a világon.

## Klubok
Az AFL-nek egyetlen csoportja van állandó csapatokkal, kiesés vagy feljutás nincs.

### Jelenlegi csapatok
| Mez | Klub                          | Becenév   | Hely                         | Edzőpálya                     | Hazai stadion és befogadóképessége                            | Régi hazai stadion                 | Hivatalos tagok 2008-ban | Hivatalos tagok 2009-ben | Bemutatkozás | Bajnoki címek | Évek                                                                                           |
| --- | ----------------------------- | --------- | ---------------------------- | ----------------------------- | ------------------------------------------------------------- | ---------------------------------- | ------------------------ | ------------------------ | ------------ | ------------- | ---------------------------------------------------------------------------------------------- |
|     | Adelaide Football Club        | Crows     | Adelaide, Dél-Ausztrália     | Football Park                 | Adelaide Oval (55 317)                                        | Football Park (51 515)             | 48 720                   | 46 472                   | 1991         | 2             | 1997, 1998                                                                                     |
|     | Brisbane Lions                | Lions     | Brisbane, Queensland         | The Gabba                     | The Gabba (42 000)                                            |                                    | 22 737                   | 24 873                   | 1997**       | 3             | 2001, 2002, 2003                                                                               |
|     | Carlton Football Club         | Blues     | Melbourne, Victoria          | Princess Park                 | Docklands Stadium (53 355) Melbourne Cricket Ground (100 000) | Princess Park                      | 39 360                   | 42 408*                  | 1897         | 16            | 1906, 1907, 1908, 1914, 1915, 1938, 1945, 1947, 1968, 1970, 1972, 1979, 1981, 1982, 1987, 1995 |
|     | Collingwood Football Club     | Magpies   | Melbourne, Victoria          | Westpac Centre                | Melbourne Cricket Ground (100 000)                            | Victoria Park, Melbourne           | 42 498                   | 53 547*                  | 1897         | 14            | 1902, 1903, 1910, 1917, 1919, 1927, 1928, 1929, 1930, 1935, 1936, 1953, 1958, 1990             |
|     | Essendon Football Club        | Bombers   | Melbourne, Victoria          | Windy Hill                    | Docklands Stadium (53 355)                                    | Windy Hill                         | 41 947*                  | 40 412                   | 1897         | 16            | 1897, 1901, 1911, 1912, 1923, 1924, 1942, 1946, 1949, 1950, 1962, 1965, 1984, 1985, 1993, 2000 |
|     | Fremantle Football Club       | Dockers   | Fremantle, Nyugat-Ausztrália | Fremantle Oval                | Perth Stadium                                                 | Subiaco Oval (43 500)              | 43 366                   | 39 206                   | 1995         | 0             | N/A                                                                                            |
|     | Geelong Football Club         | Cats      | Geelong, Victoria            | Kardinia Park (stadium)       | Kardinia Park (36 000)                                        | Corio Oval                         | 37 129                   | 37 160*                  | 1897         | 8             | 1925, 1931, 1937, 1951, 1952, 1963, 2007, 2009                                                 |
|     | Hawthorn Football Club        | Hawks     | Melbourne, Victoria          | Waverley Park                 | Melbourne Cricket Ground (100 000)                            | Waverley Park                      | 41 436                   | 50 551*                  | 1925         | 10            | 1961, 1971, 1976, 1978, 1983, 1986, 1988, 1989, 1991, 2008                                     |
|     | Melbourne Football Club       | Demons    | Melbourne, Victoria          | Melbourne Rectangular Stadium | Melbourne Cricket Ground (100 000)                            |                                    | 29 677                   | 31 506*                  | 1897         | 12            | 1900, 1926, 1939, 1940, 1941, 1948, 1955, 1956, 1957, 1959, 1960, 1964                         |
|     | North Melbourne Football Club | Kangaroos | Melbourne, Victoria          | Arden Street Oval             | Docklands Stadium (53 355)                                    | Arden Street Oval                  | 32 600*                  | 28 340                   | 1925         | 4             | 1975, 1977, 1996, 1999                                                                         |
|     | Port Adelaide Football Club   | Power     | Adelaide, Nyugat-Ausztrália  | Alberton Oval                 | Adelaide Oval (55 317)                                        | AAMI Stadium (51 515)              | 34 185                   | 30 605                   | 1997         | 1             | 2004                                                                                           |
|     | Richmond Football Club        | Tigers    | Melbourne, Victoria          | Punt Road Oval                | Melbourne Cricket Ground (100 000)                            | Punt Road Oval                     | 30 820                   | 36 981*                  | 1908         | 10            | 1920, 1921, 1932, 1934, 1943, 1967, 1969, 1973, 1974, 1980                                     |
|     | St Kilda Football Club        | Saints    | Melbourne, Victoria          | Moorabbin Oval                | Docklands Stadium (53 355)                                    | Moorabbin Oval, Junction Oval      | 30 063                   | 33 506*                  | 1897         | 1             | 1966                                                                                           |
|     | Sydney Swans                  | Swans     | Sydney, Új-Dél-Wales         | SCG                           | Sydney Cricket Ground (46 000)                                | Lake Oval, ANZ Stadium (81 500)    | 26 721                   | 26 269                   | 1897***      | 4             | 1909, 1918, 1933, 2005                                                                         |
|     | West Coast Eagles             | Eagles    | Perth, Nyugat-Ausztrália     | Lathlain Park                 | Perth Stadium                                                 | Subiaco Oval (43 500), WACA Ground | 44 863                   | 43 927                   | 1987         | 3             | 1992, 1994, 2006                                                                               |
|     | Western Bulldogs              | Bulldogs  | Melbourne, Victoria          | Whitten Oval                  | Docklands Stadium (53 355); Manuka Oval (15 000)              | Whitten Oval                       | 28 306                   | 28 215                   | 1925         | 1             | 1954                                                                                           |

- * klubrekord tagság
- ** az egyesülés után
- *** A klubot Melbourne-ben alapították 'South Melbourne Football Club,' néven, de 1982-ben Sydneybe költözött át.

### Korábbi csapatok
| Mez | Klub                               | Becenév  | Hely                 | Utolsó hazai pálya       | Versenyévek | Bajnoki címek                                  | Távozás oka |
| --- | ---------------------------------- | -------- | -------------------- | ------------------------ | ----------- | ---------------------------------------------- | --- |
|     | Fitzroy Football Club              | Lions    | Melbourne, Victoria  | Brunswick Street Oval    | 1897–1996   | 1898, 1899, 1904, 1905, 1913, 1916, 1922, 1944 | Egyesült a Brisbane Bears klubbal, így jött létre 1997-ben a Brisbane Lions klub. |
|     | Brisbane Bears                     | Bears    | Brisbane, Queensland | The Gabba                | 1987–1996   | Nil                                            | Egyesült a Fitzroy Lions klubbal, így jött létre 1997-ben a Brisbane Lions klub. |
|     | Melbourne University Football Club | Students | Parkville, Victoria  | Melbourne Cricket Ground | 1908–1914   | Nil                                            | Az 1915-ös szezont megelőzően a klubot feloszlatták, mert az első világháború kitörése miatt játékosait besorozták. Miután 1919-ben újraalapították a klubot, már nem jelentkezett az elsővonalas bajnokságba. |

## Fordítás
- Ez a szócikk részben vagy egészben  az   Australian Football League című angol Wikipédia-szócikk ezen változatának fordításán alapul.  Az eredeti cikk szerkesztőit annak laptörténete sorolja fel. Ez a jelzés csupán a megfogalmazás eredetét és a szerzői jogokat jelzi, nem szolgál a cikkben szereplő információk forrásmegjelöléseként.